# Argyrodes gouri
Argyrodes gouri är en spindelart som beskrevs av Benoy Krishna Tikader 1963. Argyrodes gouri ingår i släktet Argyrodes och familjen klotspindlar. Inga underarter finns listade i Catalogue of Life.